# Vaughan Jones
Vaughan Frederick Randal Jones (31. prosince 1952, Gisborne, Nový Zéland – 6. září 2020) byl novozélandský matematik.
Je známý především prací v oblasti von Neumannových algeber a díky objevu jejich slučitelnosti s polynomiálními invarianty pro uzly. Tento objev měl rozsáhlé aplikace nejen v topologii, ale i ve statistické fyzice či teorii grup. V roce 1990 za svou práci obdržel Fieldsovu medaili.